# Liège
Para a província homônima, consulte: Liège.
Liège ou Lieja (em francês Liège pronúncia em francês: [ljɛːʒ]; em valão Lîdje) é uma das principais cidades e um município da Bélgica localizado no arrondissement de Liège, província de Liège, na região da Valônia. Historicamente, a cidade já teve muitos nomes. É a quinta maior cidade da Bélgica, sendo a primeira da Valônia e também é a sua capital econômica. Liège possui aproximadamente 198 000 habitantes (gentílico: Liégeois) na região urbana e 600 000 na região metropolitana (2006). A superfície do município é de 6939 hectares e altitude varia de 58 a 238 metros.
Seus primeiros registros escritos datam da época do Império Romano. Durante toda Idade Média, a cidade foi transformada em centro intelectual e eclesiástico pelos príncipes-bispos da Igreja Católica, gozando de grande independência. Muitas muralhas e fortificações foram construídas durante os séculos, e durante a Renascença a cidade foi palco de três grandes revoltas sufocadas contra o Ducado da Borgonha. Posteriormente passou sob o domínio dos Habsburgos e o domínio espanhol no século XVI. Liège foi capturada durante a Guerra da Sucessão Espanhola e as guerras revolucionárias francesas, sendo feita parte do Reino Unido dos Países Baixos no Congresso de Viena de 1815. Foi durante um breve momento do século XIX a cidade-estado independente do Principado-Bispado de Liège, até a Revolução Belga de 1830. Desenvolveu-se rapidamente, tornando-se um dos principais pólos siderúrgicos da Europa. Suas fortificações foram extremamente importantes contra o avanço alemão durante a Primeira Guerra Mundial.
Liège regrupa os antigos municípios de Angleur, Bressoux, Chênée, Glain, Grivegnée, Jupille, Liège, Rocourt e Wandre. Esses municípios foram integrados em 1977 à cidade de Liège, quando foi posta em prática a política de fusão de municípios, atualmente eles são designados sub-municípios (francês: entités, holandês: deelgemeenten, português: entes). A conurbação metropolitana inclui os municípios de Seraing, Saint-Nicolas, Ans, Herstal e Flémalle e se estende ao longo das margens sinuosas do rio Meuse por aproximadamente 20 quilômetros. Liège situa-se na confluência do Meuse e do Ourthe, 25 quilômetros ao sul de Maastricht (Países Baixos) e a 40 quilômetros a oeste de Aquisgrana (Aachen), na Alemanha.
A cidade é conhecida pelo rico patrimônio imaterial. Jovens estrangeiros do mundo todo se reúnem no "Carré", lugar de encontro dos estudantes de Liège. A "Foire de Liège", uma feira dedicada a gastronomia e diversão, acontece durante mais de um mês.

## Nomes
Não é incomum que cidades belgas possuam nomes em francês e holandês e, ocasionalmente, também em alemão ou inglês. Vários dos nomes de Liège são diretamente derivados do francês, tais como italiano Liegi, espanhol e portugês europeu Lieja e letão Lježa. No Século VIII, o nome dos Francos para a povoação era Leudico, latinizado para vila Leudica, Leudicus, Leodium ou Legia. Essa forma sobrevive no holandês Luik, no alemão Lüttich ou Lüttish, no tcheco Lutych, no limburguês Luuk e no luxemburguês Léck.
A forma francesa continua evoluindo: Até 17 de setembro de 1946 o nome era grafado com acento agudo (Liége), passando para acento grave (Liège), refletindo a atual pronúncia.

## História

### Pré-história
Tem rastros do Mesolítico e do Neolítico que demonstram uma atividade humana em Liège desde a pré-história.
Essa ocupação, situada na Praça Saint-Lambert, que é o coração da cidade, foi provavelmente descontínua. Foram também encontrados vários objetos pré-históricos em baixo da antiga Catedral Saint-Lambert. Esses artefatos se encontram hoje in situ no Archéoforum de Liège, um museu subterrâneo nesta mesma praça.

### Antiguidade e Idade Média
Sabe-se que a região é habitada desde o período do Império Romano, mas as primeiras referências escritas a Liège datam do ano 558. A cidade era, na época, conhecida como Vico Lêudico (em latim: Vicus Leudicus). A região foi catequizada no início do século VIII por Lamberto de Maastricht, que foi assassinado em Liège por volta do ano 705,

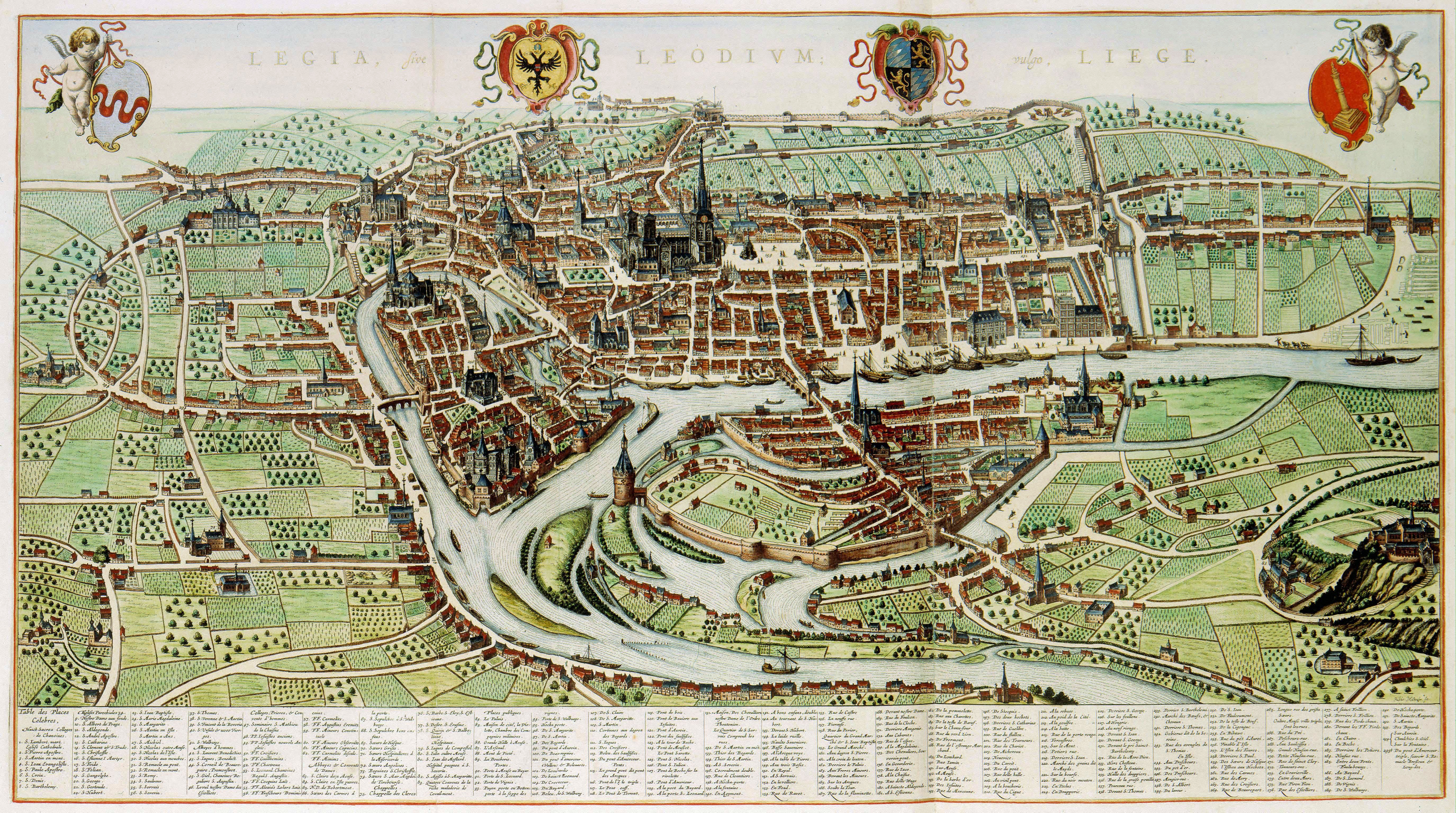
Liège em 1649

Entre 985 e 1794 a cidade foi governada por um príncipe-bispo. O primeiro dos príncipes-bispos, Notger de Liège, transformou a cidade em um centro intelectual e eclesiástico, posição mantida durante toda a Idade Média. Apesar de ser nominalmente parte do Sacro Império Romano, na prática, a cidade gozou de grande independência.
A influência cultural de Liège pode ser avaliada pelo fato do papa Clemente VI ter recrutado vários músicos de Liège para sua corte em Avinhão, sancionando o uso de música polifônica durante celebrações religiosas.

### Renascença
A posição estratégica de Liège a transformou em campo de batalha repetidas vezes.  Muitas muralhas e fortificações foram construídas durante os séculos, inclusive um castelo no topo da colina que domina a cidade. Em 1974 um hospital foi construído no local.

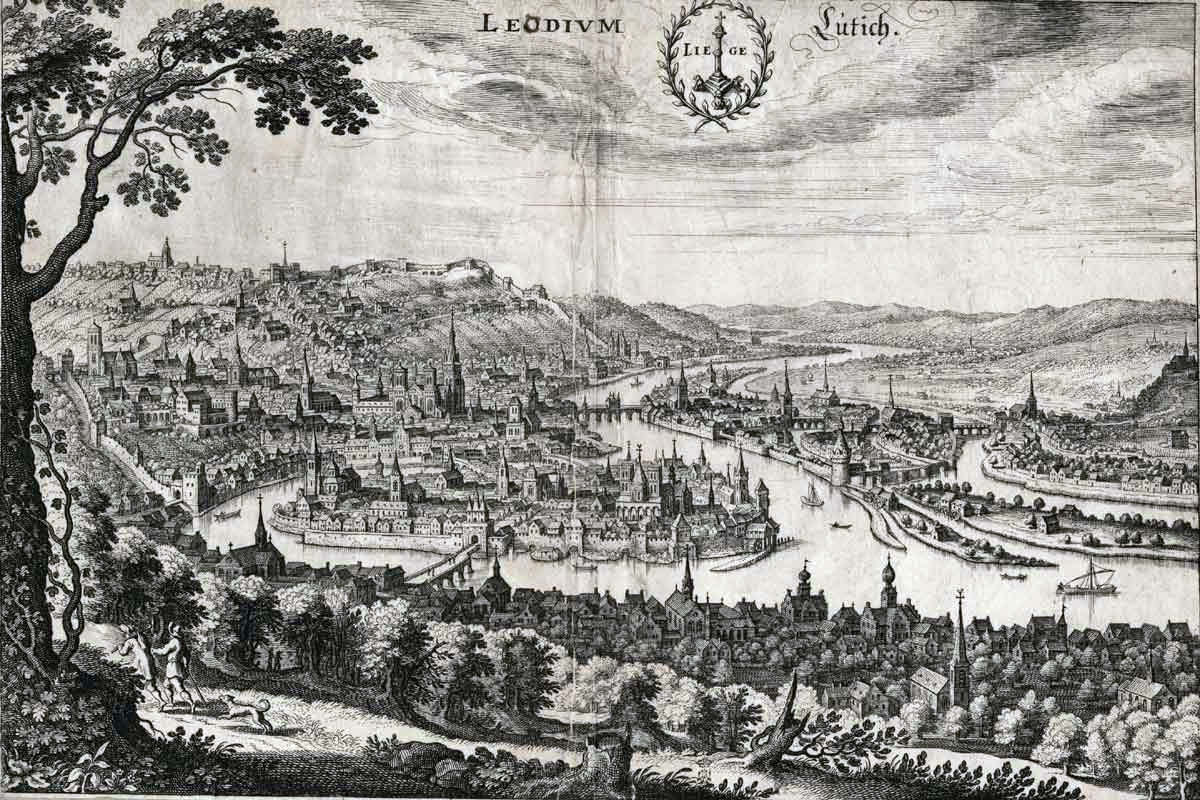
Liège em 1650

Em 1345 uma rebelião popular depôs o príncipe-bispo Engelberto III de la Marck. Um sistema político único foi instituído, com o controle político partilhado por 32 guildas (corporações de ofício).  Todo artesão pertencente a um guilda tinha direito de participação, e todos os guildas eram considerados equipotentes. Foi o sistema mais democrático vigente na Idade Média em toda a região dos países baixos, e deixou profundas marcas nos valores democráticos da cidade. O sistema foi copiado em Utrecht.
Entre 1465 e 1468 a cidade se revoltou três vezes, evento conhecido com as Guerras de Liège. Em 1468 o Duque de Borgonha e o rei Luis XI da França capturaram e destruíram grande parte da cidade. A revolta é pano de fundo para a novela Quentin Durward de Walter Scott, escrita em 1823. Após 1477 a cidade passou sob o domínio dos Habsburgos, e depois de 1555, sob o domínio espanhol. O reinado de Erardo de la Marck (1506 a 1538) é considerado a "Renascença de Liège". Durante a Contra-reforma, a diocese de Liège foi dividida, e sua influência foi progressivamente diluída. Durante o Século XVII os príncipes-bispos de Liège eram da família Wittelsbach. Essa família também reinou sobre o bispado de Colônia e vários outros bispados no noroeste do Sacro Império Romano.

### Do Século XVIII até Primeira Guerra Mundial
John Churchill, o Duque de Marlborough capturou a cidade em 1704, durante a Guerra da Sucessão Espanhola. Em meados do Século XVIII, o bispo de Velbruk (1772-1784) encorajou a difusão das ideais dos enciclopedistas franceses, resultando no estouro da Revolução Liégeoise em 18 de agosto de 1789. Durante a campanha de 1794 das Guerras Revolucionárias Francesas, o exército francês ocupou Liège e impôs um regime fortemente anticlerical, destruindo a Catedral de São Lamberto.  A extinção dos príncipes-bispos foi confirmada pela Concordata de 1801 assinada por Napoleão Bonaparte e o papa Pio VII. Em 1815 o Congresso de Viena transferiu a cidade para o Reino Unido dos Países Baixos, mas o domínio holandês durou apenas até 1830. Nesse ano, a Revolução Belga estabeleceu um país católico, independente e neutro. Após a independência, Liège desenvolveu-se rapidamente, tornando-se um dos principais pólos siderúrgicos da Europa. Em 1866 uma série de greves e revoltas operárias se espalharam por toda a região.

### Século XX
Liège é defendida por um círculo de fortificações, que foram extremamente importantes durante a Primeira Guerra Mundial. Essas fortificações atrasaram o avanço alemão por vários dias. Liège foi a primeira cidade estrangeira a receber a grã-cruz da Ordem Nacional da Legião de Honra depois de ter resistido contra os ataques incessantes dos alemães. O exército belga junto aos Liégeois resistiram heroicamente de 4 a 16 de agosto de 1914, somente capitulando após os alemães mandarem um reforço de 100.000 homens e numerosos obuseiros e canhões. O plano inicial do Estado-Maior alemão era de atravessar a Bélgica, que era neutra, em poucos dias. Ao invés disso, três semanas foram necessárias. Essa resistência permitiu que os Aliados se organizassem antes da chegada dos invasores. Muitos Liégeois como Belgas de maneira geral e Franceses do norte sofreram da crueldade dos Alemães, que cometeram muitas atrocidades contra os civis durante a passagem do exército, principalmente como represália às emboscadas de franco-atiradores. As chamadas "atrocidades alemãs" foram também represália pela recusa dos Belgas de dar livre passagem para que o exército alemão atacasse a França.

## Mobilidade

### Ferrovia
A rede ferroviária da aglomeração de Liège é muito densa. Ela é composta de uma estrela de 7 braços principais que permite a ligação direta a maioria das cidades belgas e a grande parte das principais cidades estrangeiras que fazem a divisa como Maastricht, Aachen, Colônia ou ainda Lille. Existem 7 estações de trem no único território do município de Liége. A nova Estação de Liège-Guillemins imaginada por Santiago Calatrava é o coração dessa rede com 70% da frequentação. Ela recebe o TGV (trem-bala) que permite, por exemplo, de chegar em Paris em um pouco mais de duas horas.

### Rodovia
Três rodovias europeias passam pelo município de Liége. A E40 que vai de Calais até a Rússia, a E42 que vai de Dunkerque até Aschaffenburg e a E25 que vai de Hoek van Holland até Génova.

## Esportes
A população de Liège é entusiasta torcedora de futebol, com o time principal do Standard de Liège apesar de existir um outro time de renome, o FC Liége. A torcida do Standard é tida famosa por seu fervor quando apoia o time no estádio Maurice Dufrasne, cantando e mantendo uma atmosfera calorosa mesmo quando o Standard perde. O estádio é chamado de "inferno de Sclessin" devido à vibração da torcida.
O ponto de partida da edição de 2012 do Tour de France foi no Parque d'Avroy em 1 de julho como já tinha sido o caso em 2004. O prólogo ocorreu no centro da cidade. Juntou quase 300 000 pessoas nas ruas de Liège. É também o ponto de partida da lendária corrida ciclista também conhecida como a Doyenne, o Liège-Bastogne-Liège.

## Cultura

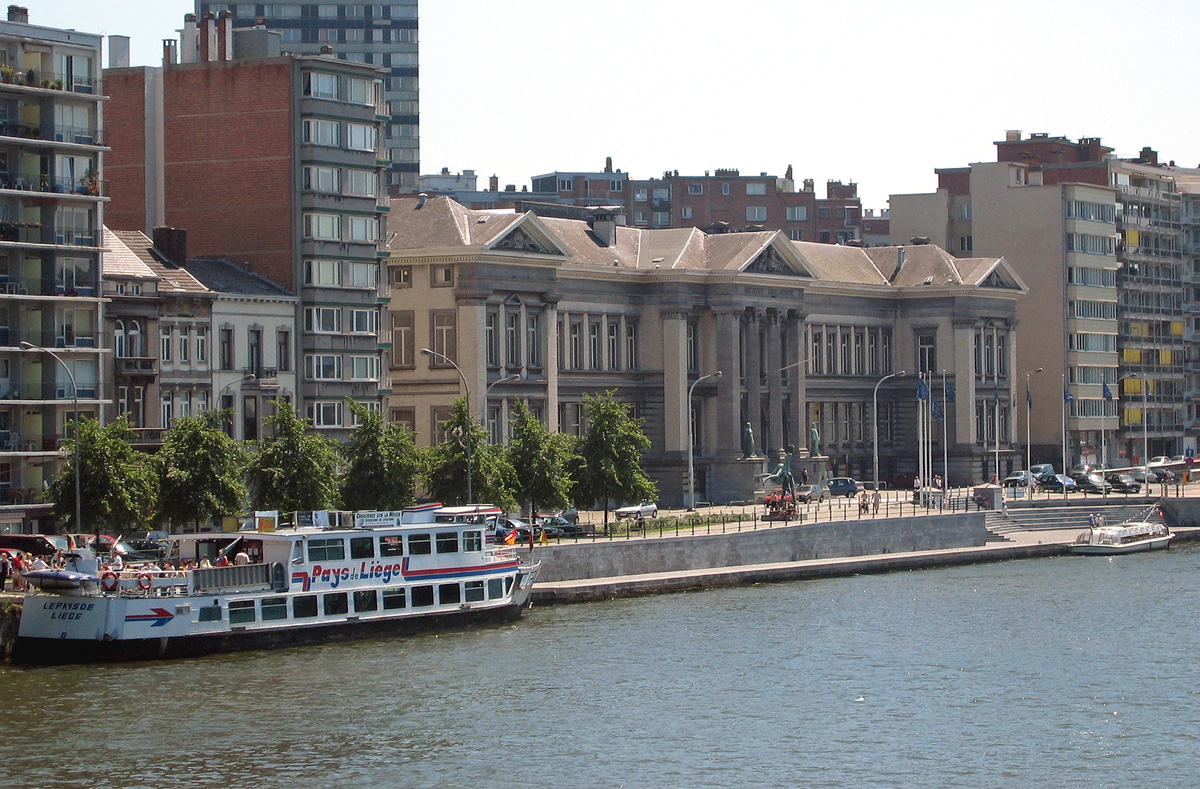
Liège, vista do rio Mosa.

Liège tem uma das quatro casas de ópera da Bélgica, a Ópera Real da Valónia.
Liège é também conhecida pelo rico patrimônio imaterial como exemplifica o diversificado folclore, inclusive de estudantes. Tem muitas tradições ancestrais que estão sendo perdidas aos poucos. A presencia de falantes do valão como língua materna é um exemplo notável. Grande parte dessas tradições sobrevive ainda porque é praticada pelos adultos nativos de mais de 40 anos ou pelos jovens de movimentos do tipo "escoteiro". Sobram rastros dessas tradições como a missa em Valão ou a procissão da Virgem Negra de Outremeuse.
Jovens estrangeiros do mundo todo se reúnem no "Carré" (o quadrado), verdadeiro lugar de encontro dos estudantes de Liège, reputado pela atmosfera calorosa e as noites animadas. Se encontram somente numerosos bares e restaurante nesse pequeno bairro, um dos mais antigos de Liège.
No mês de Outubro, a "Foire de Liège", tipo de enorme feira dedicada a comida e diversão, abre durante mais de um mês. Ela oferece comidas típicas de Liège como o "Boulet-frite", tipo de uma almôndega com batatas belgas junto a um molho típico feito com "Sirop de Liège", que é um xarope de frutas, principalmente de maçã e pêra. Como sobremesa, tem o "Laquement", um doce consumido no inverno ou o Wafel de Liège (Gaufre de Liège). Do lado das bebidas, o Peket flambé, tipo de licor geralmente de violeta, que se consome com a chama acesa. Poderia ser uma escolha possível durante as noites de inverno, perto do "Marché de Noël" (feira de Natal), principalmente estabelecida na Praça Saint-Lambert e ao seu redor. Sem falar das cervejas de Liège, como a Jupiler (grupo InBev), fabricada em Jupille, muito consumida no país inteiro. Existe uma feira de domingo, chamada "La Batte" reputada pelos alimentos diversos que se encontram desde 1561. É uma das maiores da Europa com 3,6 quilômetros de comprimento ao longo da Meuse. Podia pagar em Franco belga, Marco alemão ou Florim neerlandês.

## Cidades-irmãs
Cidades-irmãs de Liège:
- Nancy (França) desde 1954
- Maastricht (Holanda) desde 1955
- Aquisgrana (Alemanha) desde 1955
- Rotterdam (Holanda) desde 1958
- Turim (Itália) desde 1958
- Colônia (Alemanha) desde 1958
- Esch-sur-Alzette (Luxemburgo) desde 1958
- Lille (França) desde 1958
- Volgograd (Rússia) desde 1959
- Lubumbashi (República Democrática do Congo) desde 1961
- Plzeň (República Checa) desde 1965
- Porto (Portugal) desde 1977
- Cracóvia (Polônia) desde 1978
- Saint-Louis (Senegal) desde 1980
- Tânger (Marrocos) desde 2006
- Sousse (Tunísia)